# ハナジロカマイルカ
ハナジロカマイルカ（鼻白鎌海豚、学名：Lagenorhynchus albirostris）はクジラ目ハクジラ亜目マイルカ科カマイルカ属に属するイルカである。

## 形態
ハナジロカマイルカはカマイルカ属としては最も大きく、生まれた時は1.1から1.2mで、成長すると3m程度になる。ハナジロカマイルカの特徴は名前の通りの乳白色の短めの口吻である。背びれは後方に湾曲している。

## 生態
北大西洋に固有の種であるが、イッカク科のイッカクやシロイルカ（ベルーガ）程には北極圏には適応していない。同じく大西洋に棲むタイセイヨウカマイルカと良く間違われるが、一般的にハナジロカマイルカの方が大西洋の北方に棲息している。またタイセイヨウカマイルカと比べると、より大きく、かつ体の側面に黄色の模様がないといった違いがある。
ハナジロカマイルカの生息数、出産や子育て、寿命などははっきりしていないが、およそ数十万頭が北大西洋の東側を中心に生息していると見られる。
ハナジロカマイルカは活動的で社会的な動物である。人間のボートが作る波に乗って跳躍することもしばしばある。シャチ、ナガスクジラやザトウクジラなどと一緒に餌を食べている様子がしばしば観察されている。